# Gastro Kanton Zürich
Gastro Kanton Zürich ist der kantonale Branchen- und Arbeitgeberverband für das Gastgewerbe im Kanton Zürich. Der Verband vertritt die wirtschaftlichen, politischen und gesellschaftlichen Interessen von Gastronomiebetrieben gegenüber Behörden, Öffentlichkeit und Partnerorganisationen. Die Organisation ist Mitglied des nationalen Dachverbands GastroSuisse und strukturell in mehrere regionale Sektionen gegliedert. Bis 2024 war der Verband unter den Bezeichnungen «Wirteverband Zürcher Gastronomen» und «GastroZürich» bekannt.

## Geschichte

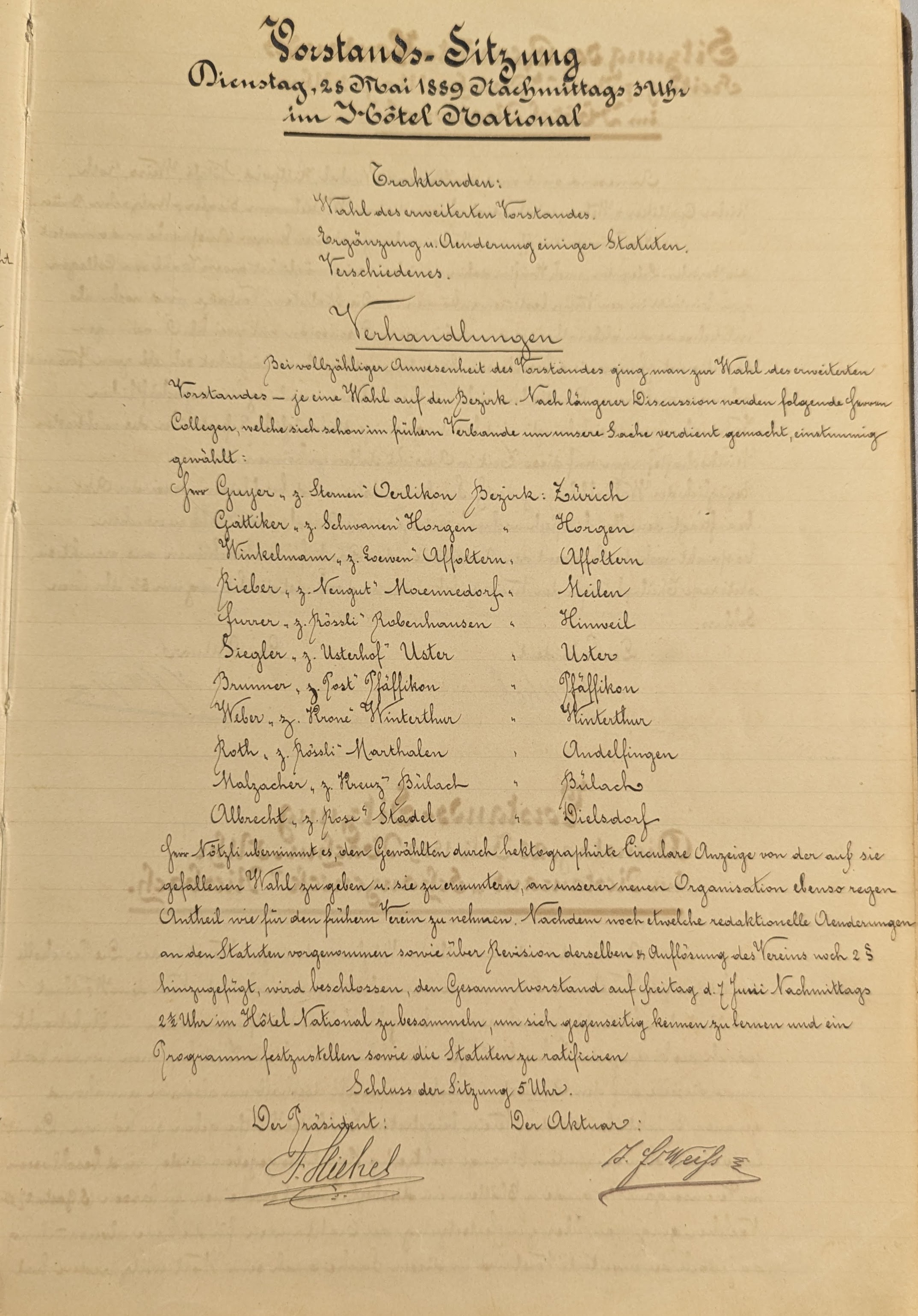
Protokoll der Vorstandssitzung vom 28. Mai 1889 im Hotel National Zürich

Die Wurzeln des Verbands reichen bis ins 19. Jahrhundert zurück. Am 24. Mai 1889 wurde im Restaurant «Pfauen» in Zürich der damalige «Verband der Wirtevereine des Kantons Zürich» gegründet. Diese Initiative war eng mit der gleichzeitigen Bewegung zur Schaffung eines nationalen Dachverbands verbunden. Der erste Präsident des Zürcher Kantonalverbands, Ferdinand Michel, war zugleich Gründungspräsident des 1891 ins Leben gerufenen Schweizerischen Wirteverbands, des späteren GastroSuisse.

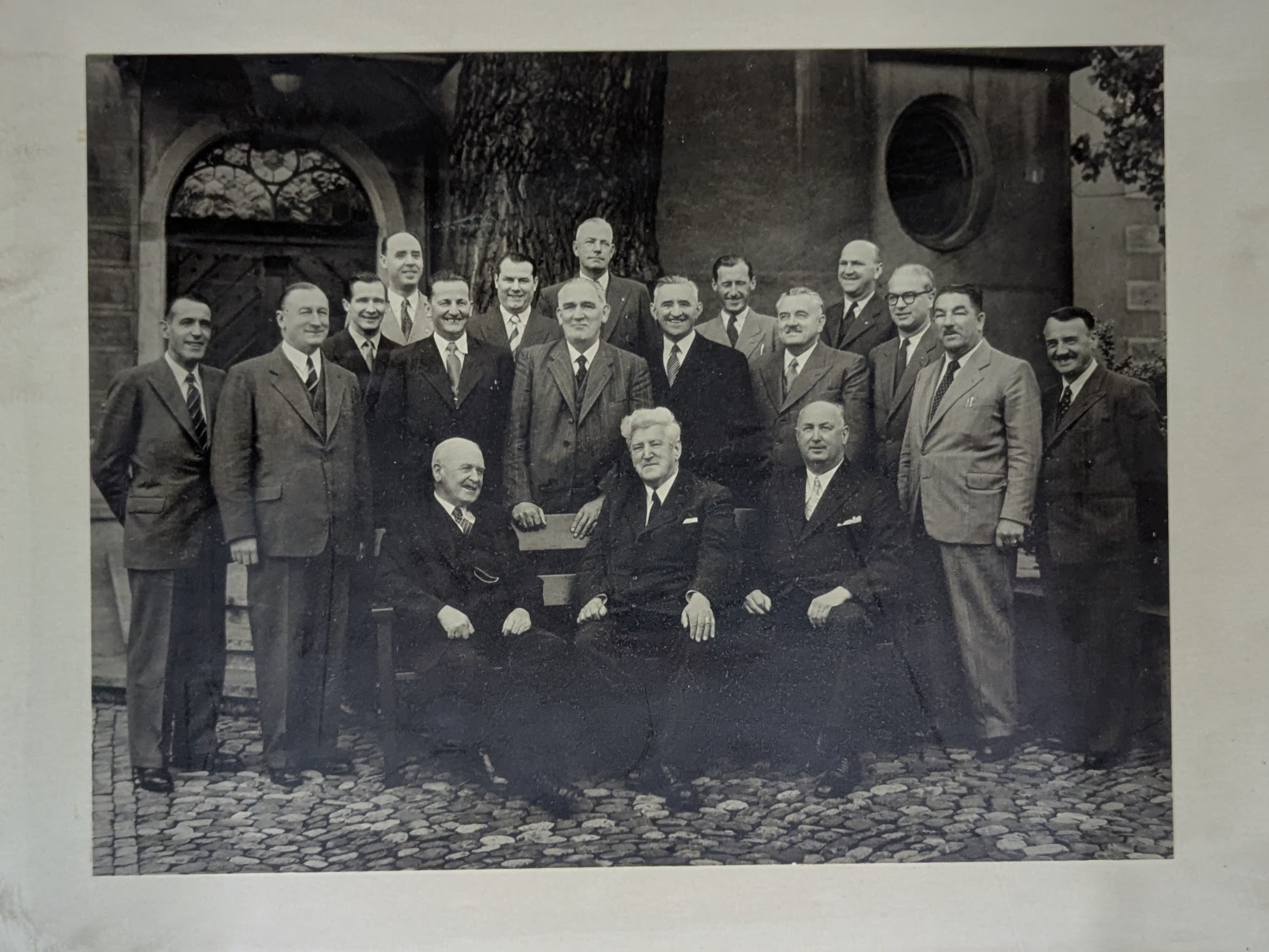
Gruppenbild des Kantonalvorstands von 1952

Im Laufe des 20. Jahrhunderts entwickelte sich der Verband zu einer einflussreichen Interessensvertretung mit wachsender Mitgliederzahl. Die berufliche Ausbildung rückte früh in den Fokus, etwa durch den Aufbau von Bildungszentren in den Jahren 1969 und 1984 sowie den Bezug eines neuen kantonalen Schul- und Verwaltungsgebäudes 1990 in Zürich-Affoltern.

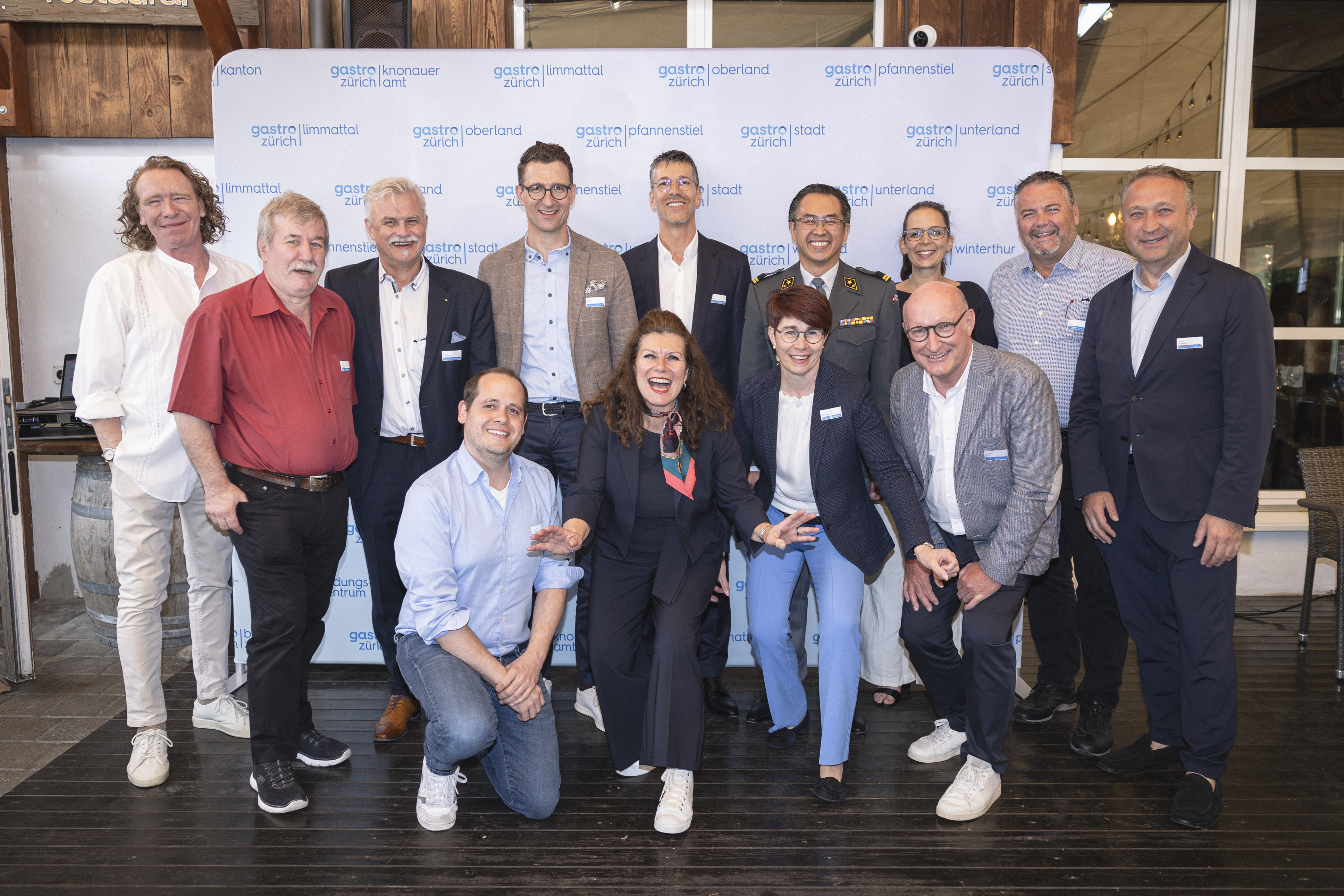
Gruppenfoto des Regionalpräsidiums und Vorstands von Gastro Kanton Zürich anlässlich der Delegiertenversammlung (DV) 2024

Ein Meilenstein der jüngeren Geschichte war die Umbenennung von «GastroZürich» zu «Gastro Kanton Zürich» am 13. Mai 2024. Diese Veränderung spiegelte eine stärkere Fokussierung auf die kantonale Ebene und eine Modernisierung der Markenidentität wider.

## Struktur und Mitgliedschaft
Gastro Kanton Zürich ist föderal organisiert: Der Verband besteht aus einer Zentrale und mehreren regionalen «Sektionen», darunter Gastro Stadt Zürich, GastroZürich Winterthur, GastroZürich Oberland, GastroZürich Unterland, GastroZürich Knonauer Amt, GastroZürich Limmattal, GastroZürich Weinland, GastroZürich Pfannenstiel und GastroZürich Zimmerberg-Sihltal. Diese Regionen agieren weitgehend autonom und verfügen über eigene Websites innerhalb eines gemeinsamen digitalen Auftritts.
Die Mitgliedschaft erfolgt auf drei Ebenen – national (GastroSuisse), kantonal (Gastro Kanton Zürich) und regional (z. B. GastroZürich Oberland). Zutrittsberechtigt sind natürliche oder juristische Personen, die ein hauptsächlich gastronomisch tätiges Unternehmen betreiben. Die Mitgliedsbeiträge richten sich nach der jeweiligen Lohnsumme. Mitglieder profitieren u. a. von Rechtsberatung, Weiterbildungsangeboten, Brancheninformationen und sozialversicherungsrelevanten Dienstleistungen.

## Aufgaben und Ziele
Der Verband vertritt die Interessen der Zürcher Gastronomie sowohl in der Öffentlichkeit als auch gegenüber politischen Institutionen. Er unterstützt seine Mitglieder durch umfassende Dienstleistungen: rechtliche Beratung, Informationen zu Sozialversicherungen (u. a. GastroSocial und SWICA), Nachwuchsförderung und Organisation von Weiterbildungen. Ein besonderes Augenmerk gilt der Vernetzung innerhalb der Branche sowie der Förderung nachhaltiger gastronomischer Konzepte wie etwa dem Programm «Klima à la carte».

## Führung
Die Leitung des Verbands liegt bei einem Vorstand und einer hauptamtlichen Geschäftsführung. Präsident ist Urs Pfäffli, der an der Delegiertenversammlung im Mai 2025 mit deutlicher Mehrheit im Amt bestätigt wurde. Geschäftsleiter ist Daniel Villiger.

## Bildungsangebot

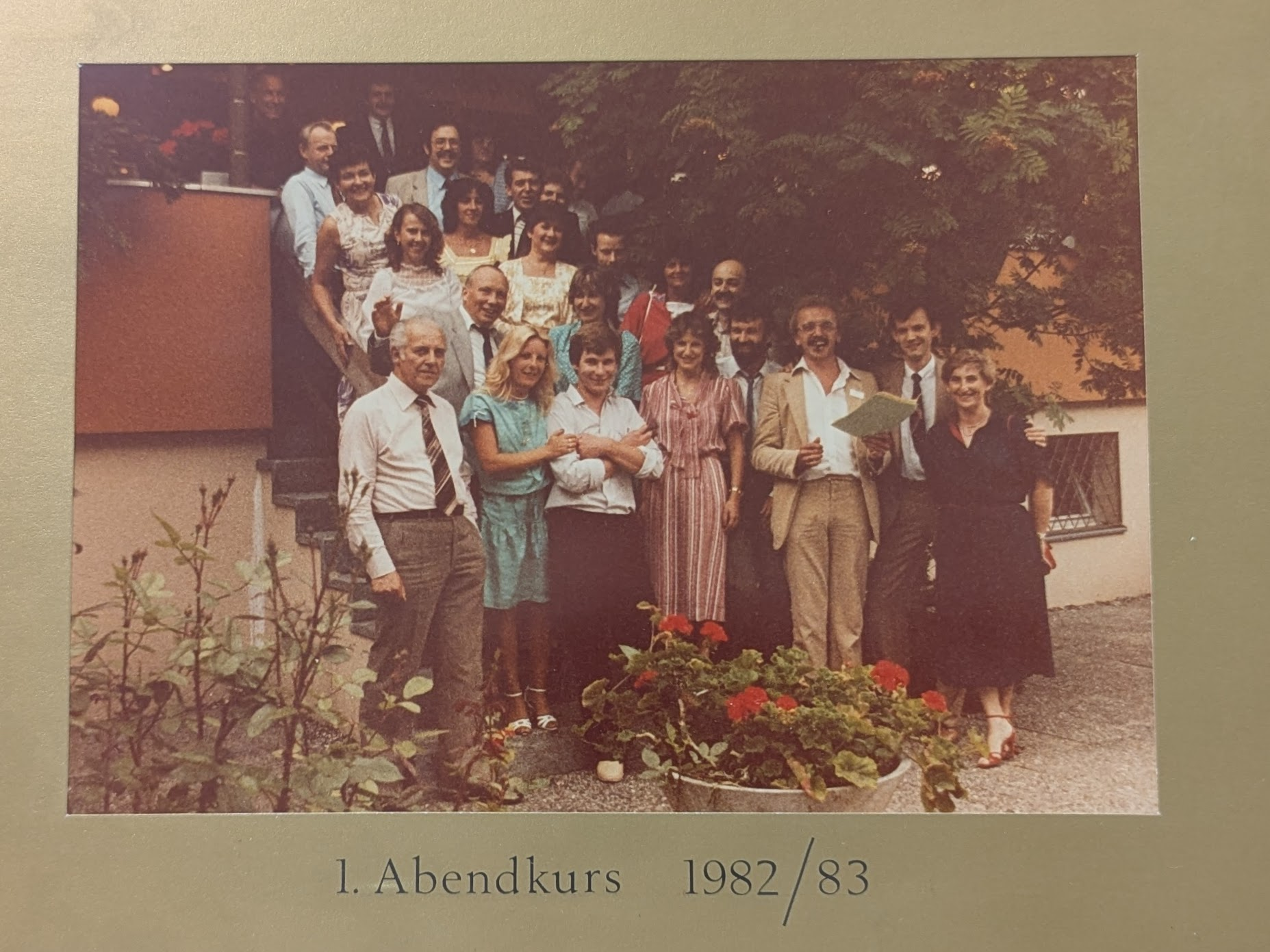
Erinnerungsfoto des ersten Abendkurses im Ausbildungszentrum von GastroZürich, aufgenommen 1982/83

Das verbandseigene GastroZürich Bildungszentrum bietet über 80 verschiedene Kurse und Lehrgänge an – von Grundkursen in Küche und Service über buchhalterische Schulungen bis zu Vorbereitungskursen für Berufsprüfungen. Die Kurse sind praxisorientiert, flexibel aufgebaut und werden von erfahrenen Dozentinnen und Dozenten aus der Branche geleitet.

## Öffentliche Wahrnehmung
In jüngerer Vergangenheit war der Verband wiederholt in den Medien präsent. Präsident Urs Pfäffli nahm u. a. an der SRF-«Arena» vom 12. April 2024 zur umstrittenen BVG-Reform teil und sprach dort über die Perspektiven der Gastronomiebranche im Zusammenhang mit der beruflichen Vorsorge.
Zudem sorgte ein Finanzskandal in der früheren Geschäftsleitung für mediale Aufmerksamkeit: Dabei ging es um mutmasslich veruntreute Gelder in sechsstelliger Höhe. Dies führte zu einer Strafanzeige und Kritik am damaligen Führungsstil.

## Kooperationen
Gastro Kanton Zürich arbeitet eng mit Partnern innerhalb und ausserhalb der Branche zusammen. Dazu zählen GastroSuisse, Swica, Feldschlösschen, Passugger oder Aligro, aber auch soziale Organisationen wie die AOZ (Amt für Integrationsprojekte).

## Namensentwicklung
| Name                             | Zeitraum                | Quelle |
| -------------------------------- | ----------------------- | ------ |
| Wirteverband Zürcher Gastronomen | vor 2021                | [ 17 ] |
| GastroZürich / Gastro Zürich     | vor 2021 – 13. Mai 2024 | [ 4 ]  |
| Gastro Kanton Zürich             | seit 13. Mai 2024       | [ 4 ]  |

## Führungsübersicht
| Name            | Funktion                 | Quelle |
| --------------- | ------------------------ | ------ |
| Urs Pfäffli     | Präsident                | [ 18 ] |
| Daniel Villiger | Geschäftsleiter          | [ 4 ]  |
| Ramona Schmid   | Leiterin Bildungszentrum | [ 19 ] |